# Billeboklaseskærm
Billeboklaseskærm (Oenanthe aquatica), ofte skrevet billebo-klaseskærm, er en én- eller toårig plante i skærmplante-familien. Det er en 50-130 centimeter høj sumpplante med en stængel, der ved grunden er opblæst med svampede hulrum og op til 10 centimeter i diameter. Planten er giftig. Navnet "Billebo" skyldes, at forskellige vandinsekter ynder at opholde sig i de luftfyldte dele af stænglen, der ved plantens død flyder om på vandet.

## Beskrivelse
Billeboklaseskærm har en hul, bugtet og grenet stængel, der ved grunden er kraftigt opblæst med kranse af rodtrævler. Bladene er 2-4 gange fjersnitdelte med ægformede småafsnit, der er stilkede. Undervandsbladene har trådsmalle flige. De hvide blomster sidder i dobbeltskærme, der tilsyneladende er sidestillede på korte, tykke stilke modsat bladene. Storsvøb mangler, mens småsvøbet består af 4-8 linjeformede blade.

## Udbredelse
Arten er hjemmehørende i Europa og Vestasien.
I Danmark er billeboklaseskærm temmelig almindelig i Østjylland og på Øerne på våd bund eller i lavt stille eller langsomt flydende vand, fx i søer, tørvegrave og vandløb. Den blomstrer i juli og august.